# In the Air Tonight (Phil Collins)
In the Air Tonight è il singolo di debutto da solista di Phil Collins del 1981 e pubblicato nell'album Face Value.
Per il cantante, che all'epoca era la "voce" dei Genesis, si trattò del primo singolo da solista.
In seguito lo stesso Phil Collins ha ripubblicato il brano nel 1988 e nel 2007, e sono numerosi gli artisti che ne hanno inciso una cover.

## Storia
Il brano fu scritto da Phil Collins nel 1979. Ad ispirare l'artista fu la rabbia provata dopo il tradimento, di cui era stato testimone, e il divorzio dalla prima moglie Andrea Bertorelli.
Inizialmente Collins pensò di farlo incidere ai Genesis, la band di cui faceva parte, ma poi fu deciso che fosse solamente il cantante a registrare il pezzo.
Il singolo raggiunse il 2º posto delle classifiche nel Regno Unito.

## Nella cultura di massa
La canzone è stata inserita nell'episodio di lancio della serie televisiva Miami Vice, diventando una delle prime canzoni pop/rock a venire utilizzata in questo modo per un programma televisivo; la scena in cui appare il brano è considerata una delle più iconiche e influenti nella storia della televisione. La canzone viene cantata dal pugile Mike Tyson, nel film Una notte da leoni, dove fa air drumming sul celebre assolo di batteria. Viene cantata anche da Stewie Griffin del cartone animato de I Griffin nell' episodio 4ACx29 «Strane presenze». Il cantante compare anche nel videogioco GTA: Vice City Stories e canta In the Air Tonight e Easy Lover.

## Testo
La canzone parla dell'astio nei confronti di un'altra persona, interpellata con un "oh, lord", astio che fa maturare un desiderio di vendetta.
Il protagonista della canzone dice infatti che anche se dovesse trovare questa persona in difficoltà, persino in procinto di annegare  non allungherebbe una mano per salvarla, perché i torti subiti non si dimenticano. Collins ebbe in seguito modo di spiegare che questo "annegamento" è da intendere in senso puramente figurato. E in questa notte sente nell'aria che il momento per la resa dei conti è finalmente arrivato.

## Particolarità
Il brano ha diffuso nella cultura musicale di massa l'effetto detto di gated reverb, che all'epoca veniva ottenuto inserendo un noise gate all'uscita del generatore di riverbero: in questo modo il riverbero artefatto della batteria compariva abbondante e pieno, per smorzarsi immediatamente al primo calo di intensità, anziché decadere gradatamente come accade in natura; il risultato offre un impatto molto forte dei componenti della batteria, come se lo strumento fosse enormemente più grande. In seguito alla notevole domanda da parte dei musicisti per riprodurre quell'effetto diventato popolare in brevissimo tempo, i produttori di effetti elettronici inserirono proprio la modalità gated reverb nei loro apparati. Si aggiunga inoltre che la versione stampata su 45 giri presenta dei suoni aggiuntivi (chiaramente percepibili nell'intro della canzone stessa) di percussioni elettroniche, non presenti sulla versione inclusa nell'album.

## Tracce
45 giri (1981)
1. In the Air Tonight – 5:29
2. The Roof Is Leaking – 3:16

CD (1988)
1. In the Air Tonight (Remix) – 7:34
2. In the Air Tonight (Album version) – 5:08
3. I Missed Again – 4:00

## Formazione
- Phil Collins - voce, batteria, vocoder, drum machine, sintetizzatore, pianoforte
- Daryl Stuermer - chitarra
- John Giblin - basso
- L. Shankar - violino

## Classifiche
| Anno      | Classifica                 | Posizione |
| --------- | -------------------------- | --------- |
| 1981      | ARIA Singles Charts        | 3         |
| 1981      | Dutch Top 40               | 2         |
| 1981      | Media Control Charts       | 1         |
| 1981      | IFOP                       | 1         |
| 1981      | FIMI                       | 3         |
| 1981      | RIANZ Singles Chart        | 1         |
| 1981      | Official Singles Chart     | 2         |
| 1981      | Billboard Hot 100          | 19        |
| 1981      | Hot Mainstream Rock Tracks | 2         |
| 1988-1989 | Dutch Top 40               | 17        |
| 1988-1989 | Media Control Charts       | 3         |
| 1988-1989 | Official Singles Chart     | 4         |
| 1988-1989 | Top 50                     | 20        |
| 2007      | Official Singles Chart     | 14        |
| 2008      | RIANZ Singles Chart        | 1         |

## Cover
Tra i cantanti e gruppi musicali che hanno inciso una cover di In the Air Tonight, figurano (in ordine alfabetico):
- Brent Smith & Zack Myers (Brent & Myers) (2014)
- Dr. Flash & The Joker (versione remix, 2007)
- Eric Clapton (1986)
- Majandra Delfino
- Exilia (2009)
- Full Blown Rose
- Lil' Kim (2001; insieme a Phil Collins, con il titolo "In the Air Tonite")
- Kine (2004)
- Lostprophets
- Holly McNarland
- Lorde (2017)
- Marilyn Manson (2025)
- Mythos (2002)
- Naturally 7 (con il titolo "Feel it (in the air tonight)")
- Nonpoint (2004)
- Axel Rudi Pell (2009)
- Royal Philharmonic Orchestra (1990)
- Salty Fish
- Spectrum (1994)
- Ryan Star (nell'album Dark Horse - A Live Collection del 2006)
- Starlite Orchestra (1995)
- Kelly Sweet (2014)
- Ray Wilson (2002)
- Yul (2002)